# Elgin (Escòcia)

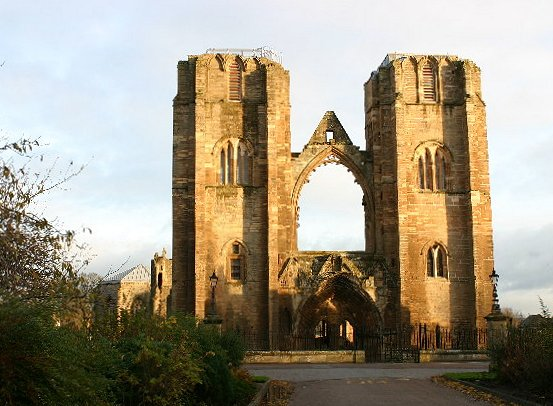
Vista de la catedral de Elgin

Elgin (en gaèlic escocès: Eilginn) és una antiga ciutat catedralícia i antic burg reial del consell de Moray, a Escòcia.
La ciutat es va crear al sud del riu Lossie, en una zona elevada, la ciutat moderna s'estén a peus del riu, amb els suburbis de Bishopmill al nord i New Elgin al sud.
Elgin és documentada per primera vegada en el Capítol de Moray l'any 1190. Va ser denominada Burg Real al segle xii pel rei David I d'Escòcia.

## Geologia
Es poden trobar normalment al voltant d'Elgin roques del període Permià - Triàsic, rares a la resta d'Escòcia. Aquestes es componen d'eolianites que es van formar quan aquesta zona es va sotmetre a les condicions del desert. Quarry Wood, a la vora de la ciutat, té una formació anomenada Cuttie's Hillock que va produir els fòssils coneguts internacionalment anomenats Elgin Reptiles.
Hi ha un gran turó al centre d'Elgin, sovint vist com el punt culminant de la ruta turística d'Elgin.

## Fills il·lustres
- Kevin McKidd (1973) actor, productor i cantant.

## Transport
Elgin es troba a la ruta A96 que connecta les ciutats d'Aberdeen i Inverness. L'estació d'autobusos d'Elgin és operada principalment per Stagecoach, i proporciona serveis dins d'Elgin i altres pobles de la zona, així com a Aberdeen i Inverness. Hi ha un servei d'autobús 'Jet' que cobreix l'aeroport d'Inverness, des d'on hi ha vols a destins del Regne Unit principalment, mentre que l'aeroport d'Aberdeen té el Regne Unit i els vols internacionals.
El ferrocarril també connecta amb Aberdeen i Inverness, que té trens a altres destinacions del Regne Unit. La línia de tren és operada per First Scotrail.